# Люди в чёрном (серия фильмов)
Люди в чёрном — серия американских научно-фантастических фильмов, снятая Барри Зонненфельдом и основанная на серии одноимённых комиксов Лоуэлла Каннингема. Первый фильм «Люди в чёрном» был выпущен в 1997 году. Второй фильм «Люди в чёрном 2» — в 2002 году. Третий фильм «Люди в чёрном 3» — в 2012 году. Amblin Entertainment и MacDonald/Parkes Productions выпустили все три фильма, а дистрибуцией занималась компания Columbia Pictures.

## Фильмы
| Фильм                     | Дата выхода  | Режиссёр          | Сценарист(ы)                 | Продюсер(ы)                    |
| ------------------------- | ------------ | ----------------- | ---------------------------- | ------------------------------ |
| Люди в чёрном             | 2 июля 1997  | Барри Зонненфельд | Эд Соломон                   | Уолтер Паркс и Лори Макдональд |
| Люди в чёрном 2           | 3 июля 2002  | Барри Зонненфельд | Барри Фэнаро и Роберт Гордон | Уолтер Паркс и Лори Макдональд |
| Люди в чёрном 3           | 25 мая 2012  | Барри Зонненфельд | Итан Коэн                    | Уолтер Паркс и Лори Макдональд |
| Люди в чёрном: Интернэшнл | 14 июня 2019 | Ф. Гэри Грей      | Арт Маркум и Мэтт Холлоуэй   | Уолтер Паркс и Лори Макдональд |

### Люди в чёрном(1997)
«Люди в чёрном» — первый фильм серии. Люди в чёрном следуют подвигам Агента Джея и Агента Кея, членов сверхсекретной организации, созданной для контроля и защиты чужой деятельности на Земле. Два человека в чёрном оказываются посреди смертоносного заговора, организованного межгалактическим террористом, который прибыл на Землю, чтобы украсть источник энергии невообразимой силы. Чтобы не навредить мирам, ЛВЧ должны выследить террориста и предотвратить разрушение Земли. Это ещё один типичный день для людей в чёрном. Фильм был выпущен 27 марта 1997 года и собрал более 589 миллионов долларов во всём мире.

### Люди в чёрном 2(2002)
«Люди в чёрном 2» — второй фильм серии, события происходят спустя пять лет после первой части. Для агента Джея это ещё один день в офисе мониторинга, лицензирования и контроля за всеми видами деятельности на Земле. Однажды Джей получает сообщение о несанкционированной посадке инопланетного космического корабля около Нью-Йорка. Это старый враг ЛВЧ, киллотян по имени Серлина, которая ищет мощный артефакт «Светоч». Джей расследует это и быстро понимает, что ему понадобится помощь Кея. К сожалению, другие агенты ЛВЧ не соответствуют стандартам Джея. Джей решает вернуть Кея и восстановить ему память в качестве агента ЛВЧ, чтобы попытаться остановить Серлину. Фильм был выпущен 3 июля 2002 года, получил смешанные и отрицательные отзывы и собрал более 441 миллиона долларов во всём мире.

### Люди в чёрном 3(2012)
«Люди в чёрном 3» — третий фильм в этой серии. Пресловутый инопланетный преступник, известный как «Борис-животное», убегает из тюрьмы безопасности ЛунарМакс, чтобы отомстить Кею за его захват в 1969 году. Для этого он использует тайную технологию путешествий во времени, чтобы вернуться в прошлое и отменить события своего поражения, в результате чего создаётся новая реальность, в которой Кей убит во время боя с Борисом, а Земля теперь подвергается вторжению Багладитов. Джей единственный, кто пережил временной парадокс и помнит первоначальную историю. Он должен вернуться в 1969 год, чтобы объединить силы с молодым Кеем и предотвратить его убийство, тем самым вернув нормальный ход времени. Фильм был выпущен 25 мая 2012 года и получил положительные отзывы, а также собрал более 624 миллионов долларов по всему миру.

### Люди в чёрном: Интернэшнл(2019)
В сентябре 2017 года пошли слухи, что студия планирует спин-офф с более молодыми актёрами и современным сюжетом, обрабатывающий вторжение инопланетян в глобальном масштабе. Сценарий напишут Арт Маркам и Мэтт Холлоуэй. Стивен Спилберг будет выступать в качестве продюсера проекта.
Летом 2018 года стало известно, что в съёмках спин-оффа примут участие Эмма Томпсон (агент О из третьего фильма франшизы), Ребекка Фергюсон («Миссия невыполнима: Последствия»), Крис Хемсворт («Тор: Рагнарёк»), Тесса Томпсон («Мир Дикого запада»), Кумейл Нанджиани («Кремниевая долина»), Лиам Нисон («Воздушный маршал»), Рейф Сполл («Типа крутые легавые»). Режиссёром фильма выступит Ф. Гэри Грей, известный по кинокартинам «Форсаж 8» и «Ограбление по-итальянски». Премьера состоялась 14 июня 2019 года.

### Возможный перезапуск
В мае 2024 года журналист и инсайдер Дэниэль Рихтман заявил, что студия Sony Pictures планирует перезапустить серию фильмов Люди в чёрном.

## Мультсериал
| Название      | Сезон | Эпизоды | Начало           | Конец          | Разработчики                             | Канал                     |
| ------------- | ----- | ------- | ---------------- | -------------- | ---------------------------------------- | ------------------------- |
| Люди в чёрном | 1     | 13      | 11 октября 1997  | 16 мая 1998    | Дуэйн Кэпизи, Джефф Кляйн и Ричард Пейнз | The WB Television Network |
| Люди в чёрном | 2     | 13      | 19 сентября 1998 | 6 февраля 1999 | Дуэйн Кэпизи, Джефф Кляйн и Ричард Пейнз | The WB Television Network |
| Люди в чёрном | 3     | 14      | 2 октября 1999   | 20 мая 2000    | Дуэйн Кэпизи, Джефф Кляйн и Ричард Пейнз | The WB Television Network |
| Люди в чёрном | 4     | 13      | 16 сентября 2000 | 30 июня 2001   | Дуэйн Кэпизи, Джефф Кляйн и Ричард Пейнз | The WB Television Network |

## Отменённые фильмы

### Люди в чёрном is Мачо и ботан
10 декабря 2014 года выяснилось, что Sony планировала кроссовер между «Людьми в чёрном» и «Мачо и ботаном». Новость просочилась после того, как Sony Pictures Entertainment был взломан, а затем была подтверждена режиссёрами фильмов «Мачо и ботанов», Филом Лордом и Кристофером Миллером во время интервью об этом. Джеймс Бобин был объявлен как режиссёр в 2016 году.. В январе 2019 года стало известно, что проект больше не находится в разработке.

### Люди в чёрном 4
Уилл Смит и Томми Ли Джонс упоминали, что они «рассматривают» своё появление в «Люди в чёрном 4». Джонс отмечал, что было бы «легко продолжить с того места, где мы остановились. Мы знаем, что делаем, мы знаем, как это сделать. Это просто удовольствие, чёрт побери». В июле 2012 года исполнительный директор Columbia Даг Белград сказал: «Мы очень довольны финансовыми показателями „Людей в чёрном 3“, и мы считаем, что это продолжающаяся франшиза. Мы готовы к следующему [фильму], но у нас пока нет ясности в том, как это должно быть сделано». Барри Сонненфельд сказал: «Уилл умный парень, но как я уже говорил, слишком энергичный, что очень раздражает. Когда он окончательно меня достанет, я его попрошу приберечь это для „Людей в чёрном 4“, Уилл не в проекте, а его сын Джейден Смит остался в проекте… если мы продолжим в том же духе, то проект хорошо, если будет выпущен до 2032 года». Уилл Смит сказал, что: «Джадену уже 13 лет и он в этом мифическом мальчишеском возрасте и пришло время для его бар-мицвы, Он здесь… Он готов проверять меня, но он не может быть во всех моих фильмах рядом со мной». Известно, что в начале 2013 года Орен Узиэль работал над сценарием «Людей в чёрном 4» для Sony Pictures. После этого новостей о данном фильме не поступало.

## Релиз

### Кассовые сборы
| Фильм                     | Дата выхода  | Дата выхода  | Сборы         | Сборы           | Сборы           | Бюджет        | Ссылка |
| Фильм                     | Мир          | США          | США           | Другие страны   | Весь мир        | Бюджет        | Ссылка |
| ------------------------- | ------------ | ------------ | ------------- | --------------- | --------------- | ------------- | ------ |
| Люди в чёрном             | 2 июля 1997  | 2 июля 1997  | 250 690 539 $ | 338 700 000 $   | 589 390 539 $   | 90 000 000 $  | [ 16 ] |
| Люди в чёрном 2           | 3 июля 2002  | 3 июля 2002  | 190 418 803 $ | 251 400 000 $   | 441 818 803 $   | 190 000 000 $ | [ 17 ] |
| Люди в чёрном 3           | 23 мая 2012  | 25 мая 2012  | 179 020 854 $ | 445 005 922 $   | 624 026 776 $   | 215 000 000 $ | [ 18 ] |
| Люди в чёрном: Интернэшнл | 12 июня 2019 | 14 июня 2019 | 80 001 807 $  | 173 888 894 $   | 253 890 701 $   | 110 000 000 $ | [ 19 ] |
| Всего                     | Всего        | Всего        | 700 132 003 $ | 1 208 294 816 $ | 1 909 126 819 $ | 605 000 000 $ | —      |

### Отзывы
| Фильмы                    | Rotten Tomatoes     | Metacritic       | CinemaScore |
| ------------------------- | ------------------- | ---------------- | ----------- |
| Люди в чёрном             | 92 % (88 рецензий)  | 71 (22 рецензии) | B+          |
| Люди в чёрном 2           | 39 % (197 рецензий) | 49 (37 рецензий) | B+          |
| Люди в чёрном 3           | 68 % (245 рецензий) | 58 (38 рецензий) | B+          |
| Люди в чёрном: Интернэшнл | 23 % (299 рецензий) | 38 (51 рецензия) | B           |